# Bobneči ogenj
S pojmom bobneči ogenj (nemško Trommelfeuer, angleško barrage) označujemo množično artilerijsko obstreljevanje določenega območja. Detonacije padajočih granat pri tem preidejo v enovito grmenje, posameznih eksplozij ni več mogoče slišati. Topništvo se ne usmerja na točkovne cilje, temveč naj bi doseglo površinsko učinkovanje. Zato se topove kar najhitreje ponovno napolni in takoj nato sproži. Bobneči ogenj je bil reakcija na taktiko pehote, po kateri se je ta vkopala v zaščitne jarke, z njim so hoteli pehoto bodisi uničiti ali vsaj demoralizirati.
Čeprav od njega ni bilo posebne vojaško-strateške koristi, pa je vendar imel izjemen psihološki učinek na bojno moralo vojakov. Bil je bistveno odgovoren za osip vojakov zaradi vojnih nevroz, ki so temeljile na psihičnem stresu spričo več ur ali celo dni trajajočega obstreljevanja.
Prvič so bobneči ogenj uporabili v 1. svetovni vojni kot del pozicijske vojne. Večinoma je bil uvod v večje napadalne operacije pehote. V 2. svetovni vojni so bobneči ogenj okrepili z letalskim bombardiranjem v preprogi.
V moderni vojni ne predstavlja več bistvenega elementa, ker gre dandanes bolj za natančno ciljno vojskovanje in tudi frontna črta večinoma ni jasno določena. Kljub temu pa tudi danes, kadar se na konvencionalen način spopadata dve veliki bojni sili, lahko prve napadalne operacije uvede močno topniško in raketno obstreljevanje, npr. v obeh Zalivski vojnah.
V prvi svetovni vojni je uporaba bobnečega ognja dosegla vrh v bitki pri Verdunu (1916) in v bitki na Sommi istega leta. Zgodovinsko gledano pa je bil največji bobneči ogenj uporabljen v bitki za Seelowško višavje aprila 1945. Tedaj je bilo na sovjetski strani v boj vključenih 16.000-20.000 topov in raketometov.